# Team (canção de Lorde)
"Team" é uma canção da cantora e compositora neozelandesa Lorde, gravada para o seu álbum de estreia Pure Heroine. Foi composta pela própria com o auxílio de Joel Little, que também esteve a cargo da produção, e a sua gravação decorreu nos estúdios Golden Age em Auckland, na Nova Zelândia. Musicalmente, deriva dos gêneros pop, rock e EDM, sendo que a sua melodia é concretizada através de sintetizadores, baixo e bateria. A nível lírico, segundo a própria intérprete, o tema presta um tributo ao seu círculo de amigos e ao seu país de nascimento.
A canção foi lançada digitalmente em 13 de setembro de 2013 na loja iTunes, sendo posteriormente promovida também em CD através da Lava Records e Universal Music Group. Servindo como terceiro single do primeiro disco de originais na Austrália e segundo nos Estados Unidos, "Team" foi enviado para as rádios norte-americanas em 19 de novembro do mesmo ano. A recepção por parte da crítica em relação à música foi geralmente positiva, elogiando o estilo musical, a letra e entrega vocal de Lorde. Após seu lançamento, a obra registrou um desempenho comercial moderado, conseguindo listar-se entre os vinte singles mais vendidos das tabelas musicais da Austrália, Áustria, Israel e Nova Zelândia. Nos Estados Unidos, conseguiu posicionar-se no sexto lugar da Billboard Hot 100 e terceiro da Canadian Hot 100 do Canadá. Posteriormente, a faixa foi certificada com disco de platina duplo pela Music Canada e platina pela Australian Recording Industry Association (ARIA) e Recorded Music NZ.
O vídeo musical, dirigido por Young Replicant, foi lançado em 4 de dezembro de 2013 através do serviço Vevo. Gravado num edifício abandonado chamado Red Hook Grain Terminal em Brooklyn, seu conteúdo foi inspirado num sonho de Lorde sobre um mundo próprio formado por adolescentes. O single, como parte da sua divulgação, foi interpretado ao vivo no programa Late Show with David Letterman e na cerimônia de prêmios de 2013 ARIA Music Awards.

## Antecedentes
"Team" foi escrita por Lorde (creditada sob o seu nome de nascimento, Ella Yelich-O'Connor) ao lado de Joel Little; no período da composição, a artista excursionava por diversos países divulgando seu trabalho. Ao apresentar a faixa para o público, em setembro de 2013, Lorde, que estava em visita a Paris, disse que havia ficado encantada com o cenário sofisticado da cidade, que a fez ver "as coisas mais incríveis que já foram esculpidas em pedras, dourada em pilares e fundidas em metal". Em seguida, ela falou sobre o conceito de "Team", explicando que o tema "é um pouco incompatível [com o ambiente parisiense retratado]", mas que ainda assim a canção incorpora elementos deste "mundo", ao mesmo tempo que "representa bastante o presente".
Pouco tempo depois, durante uma entrevista para a revista Billboard, Lorde descreveu "Team" como "sua visão da música moderna", dizendo: "Na canção, há alguns versos que são do tipo de uma pop star 'realista', [quando digo] "Vivemos em cidades que você nunca verá na televisão," eu quero dizer que ninguém vem para a Nova Zelândia, ninguém sabe de nada a respeito da Nova Zelândia. E aqui estou eu, tentando crescer e me tornar numa boa pessoa".

## Faixas e formatos
| Download digital |        |         |  |
| N.º              | Título | Duração |  |
| 1.               | "Team" | 3:13    |  |

## Vídeo musical

### Desenvolvimento
O videoclipe de "Team" foi filmado em Red Hook, um bairro do distrito de Brooklin, localizado na cidade de Nova York. Dirigido por Young Replicant, a trama mostra um mundo formado por adolescentes. De acordo com Lorde, o enredo da produção veio para ela através de um sonho:
| “ | O vídeo nasceu a partir de um sonho que eu tive há alguns meses atrás sobre um mundo de adolescentes. Um mundo com hierarquias e iniciações, onde o garoto que era o segundo no comando tinha acne no rosto, assim como a garota que era a rainha. Eu fantasiei um universo tão diferente de qualquer coisa que alguém já tenha visto; um mundo sombrio, cheio de plantas tropicais, ruínas e suor. E, neste local, sonhei que você não precisava passar nos testes [de iniciação] para ser aceito [a se reunir com os outros jovens]: pois, às vezes, a pessoa que perde é a mais forte. | ” |

### Enredo
O clipe de "Team" exibe ao espectador um mundo de adolescentes, onde Lorde é a rainha. A produção se inicia com tomadas do ambiente, mostrando um universo sombrio, em uma espécie de sauna com plantas tropicais em meio a um mar cinzento. Em seguida, é revelado um grande edifício em ruínas perto do oceano. Esse prédio em ruínas é mencionado nos versos de "Team", no qual Lorde considera um "palácio", conforme os trechos em que canta: "Vivendo nas ruínas do palácio dos meus sonhos / E você sabe / Estamos no mesmo time". Neste edifício em ruínas, que fora algum dia uma antiga fábrica, está localizado os outros adolescentes dessa comunidade, além da cantora. Durante todo o vídeo são alternadas tomadas de Lorde cantando os versos da faixa em uma espécie de santuário, coberto de plantas tropicais, ao lado de outros jovens, seguidores dela; os adolescentes ficam sentados, em silêncio, enquanto partilham a água de um galão de plástico com os outros membros ao mesmo tempo em que Lorde canta. A trama retrata ainda gotas de suor em alguns dos jovens presentes no ambiente.
Seu enredo principal foca-se em um garoto que está prestes a entrar para esta sociedade de adolescentes. Mas para entrar neste universo, o jovem precisa passar por um teste de iniciação. Primeiramente, ele é levado encapuzado para a região onde se encontra o prédio em ruínas e, depois que o capuz é retirado, ele é conduzido para o local onde realizará seu teste de iniciação. Ele entra no edifício, que é retratado como um ambiente de alguns muros pichados, com tom sombrio e cinzento. Enquanto caminha pelo prédio, o garoto novato vê dois jovens conversando e é observado por um outro adolescente. Depois de percorrer uma parte da localidade, ele é levado para uma espécie de arena, onde um rapaz lhe entrega um capacete para que ele pudesse iniciar seu teste: em cima de uma motocicleta, ele deveria enfrentar um outro membro da sociedade juvenil com uma espécie de bastão. Ao iniciar a competição, o garoto acaba caindo da motocicleta, se machucando. Após o acidente, ele é carregado por outros jovens, com o rosto sangrando, mas ainda assim feliz pela recepção. Ele é transportado para o santuário onde está Lorde ao lado de outros seguidores. No final, mesmo o garoto falhando no teste, ele é aceito.

### Lançamento e recepção
O vídeo musical estreou em 3 de dezembro de 2013, através da plataforma Vevo. Nas primeiras horas em que foi publicado, o vídeo saiu do ar no YouTube, devido à alta demanda de usuários assistindo ao clipe. Isto fez com que o site publicasse a seguinte mensagem: "Por favor, tente novamente mais tarde". Esta situação fez Lorde comentar em seu Twitter: "Eu acho que o vídeo está sobrecarregando... deixem ele respirar!", pediu, de forma humorística, que seus fãs não assistissem à produção todos de uma só vez.
Para a cantora, o que ela mais gostou no vídeo — e que considerou mais importante — foi ter na produção um elenco de adolescentes reais e com rostos reais, mesmo que eles estejam com acne. Sam Lansky, do site Idolator, descreveu a trama como "sequências vagamente sinistras envolvendo adolescentes em uma espécie de enclave ao lado de Lorde". Kory Grow, da revista Rolling Stone, notou uma semelhança entre o cenário do clipe e um trecho da canção em que diz "Vivemos em cidades que você nunca verá na TV", "e agora ela está nos dando uma imagem desse seu universo", declarou o jornalista, que opinou que o local poderia ser uma espécie de "cidade invisível". Partilhando uma opinião similar, Brenna Ehrlich, da MTV News, comentou que a paisagem da trama combina perfeitamente com os versos da faixa, além de notar uma conexão entre os atores com acne e o trecho "Agora traga meus garotos / Suas peles com crateras como a lua".

## Desempenho nas paradas musicais
| Parada (2013)                         | Melhor posição |
| ------------------------------------- | -------------- |
| Alemanha - Media Control AG           | 21             |
| Austrália - ARIA Charts               | 19             |
| Áustria - Ö3 Austria Top 40           | 23             |
| Bélgica - Ultratip (Flandres)         | 6              |
| Bélgica - Ultratip (Valônia)          | 9              |
| Canadá - Canadian Hot 100             | 5              |
| Escócia - Official Charts Company     | 25             |
| Estados Unidos - Billboard Hot 100    | 6              |
| Estados Unidos - Alternative Songs    | 2              |
| Estados Unidos - Pop Songs            | 2              |
| Estados Unidos - Rock Songs           | 2              |
| Estados Unidos - Adult Pop Songs      | 4              |
| França - SNEP                         | 54             |
| Irlanda - IRMA                        | 32             |
| Líbano - The Official Lebanese Top 20 | 1              |
| Nova Zelândia - Recorded Music NZ     | 3              |
| Países Baixos - MegaCharts            | 5              |
| Reino Unido - UK Singles Chart        | 29             |
| Suécia - Sverigetopplistan            | 57             |
| Suíça - Schweizer Hitparade           | 30             |

| Austrália (ARIA) | 2× Platina | + 140.000^  |
| Canadá (Music Canada) | 3× Platina | + 240.000^  |
| Estados Unidos (RIAA) | 4× Platina | + 4.000.000 |
| Nova Zelândia (RMNZ) | Platina    | + 15.000*   |
| * Número de vendas definido com base apenas no nível de certificação. ^ Número de embarques definido com base apenas no nível de certificação. |            |             |